# Зверев, Данила Кондратьевич
Дани́ла Кондра́тьевич Зве́рев (15 декабря 1858, Колташи — 8 декабря 1938, Свердловск) — горщик (специалист по добыче самоцветных и цветных камней) Урала и России, прообраз Данилы-мастера из бажовских «Уральских сказов».

## Биография
Родился, вырос и провел большую часть жизни в деревне Колташи (ныне — Режевской городской округ Свердловской области), в верховьях реки Реж. В середине Колташей на небольшой улице Зелёной сегодня находится яма, где располагалась усадьба Зверевых, здесь родился Данила, здесь прошла значительная часть его жизни. Согласно книге «Режевские сокровища» будущий горщик, как и Данила-мастер, рано лишился родителей, пас коров, отличался мечтательностью, не раз бывал порот из-за недосмотра за стадом.
С детства Данила, как и бажовский герой, был слаб здоровьем, худеньким и маленьким; оттого Зверева соседи называли Лёгоньким, а героя «Каменного цветка» прозвали Недокормышем. Но тот и другой брали своё характером. Учителем Данилы Зверева по каменному делу стал Самоила Прокопьевич Южаков из деревни Южаково (в 30 километрах от Колташей), прообраз Прокопьича из бажовского «Каменного цветка» (Режевские сокровища). Описанию жизненного пути Зверева посвящён бажовский сказ «Далевое глядельце».
Перед Октябрьской революцией Данила Зверев переехал в Екатеринбург, где занимался оценкой драгоценных камней, консультировал ученых-минералогов, в том числе таких, как академики Ферсман и Вернадский.
Скончался 8 декабря 1938 года в Свердловске, похоронен на Лютеранско-католическом кладбище.

### Знаменитые заказы
Мастер выполнял ответственные задания из Петербурга и Москвы. Именно он подбирал камни и участвовал в изготовлении методом флорентийской мозаики знаменитой карты Франции, которая была представлена на выставке в Париже в эпоху сближения России и Франции перед Первой мировой войной. Любовь и знание к камню привил Данила и своим сыновьям (Григорий и Дмитрий Зверевы стали камнерезами). Согласно путеводителю «12 путешествий по Среднему Уралу», уже в советские годы они подбирали самоцветы для изготовления звёзд Московского Кремля, для гигантской карты индустриализации СССР, самой дорогой карты в мире; консультировал Данила Кондратьевич специалистов и при подборе камня для Мавзолея В. И. Ленина.

## Память
Именем мастера названа улица в Екатеринбурге.